# 藤本綾
藤本 綾（ふじもと あや、1983年1月28日 - ）は、日本の元グラビアアイドル、元スポーツキャスター、元タレント。大阪府出身。

## 来歴
- 2000年、第25回ホリプロタレントスカウトキャラバンでグランプリを受賞。それをきっかけに芸能界入り。
- 2001年、TBSのサッカーキャスターに就任。Jリーグ中継からUEFAチャンピオンズリーグ中継まで担当。試合中にスコアブックをつける真面目な仕事ぶりで共演の加藤浩次を驚かせた[要出典]。UEFAチャンピオンズリーグ決勝トーナメントにおいては、仕事で現地に訪れたこともある。
- 2004年夏、2005年7月公開の及川中監督の映画『メノット』の撮影。初めてヌードを披露。
- 2005年3月末でホリプロを退社し、芸能界を引退。
- 2005年7月、映画『メノット』公開。

## 人物
- 好きな色は、黒、白。
- 趣味は、読書、カラオケ、ネイルアート。
- 好きな作家は、山村美紗。

## 出演

### テレビ
ドラマ
- MAYA 真夜中の少女 Episode 4「少女は黄昏の中で…」（2002年、 BS日テレ） - 主演・マヤ 役
- 17才夏。 第1話「初めての体験」（2003年、ABC） - 主演・上原まどか 役

バラエティー番組
- THE夜もヒッパレ（2000年 - 2002年、日本テレビ） - 準レギュラー
- D's garage（2001年 - 2002年、テレビ朝日） - MC
- ウッチャきナンチャき（2002年 - 2003年、TBS）- レギュラー
- めざましテレビ（2001年 - 2002年、フジテレビ） - 早耳トレンドNo.1リポーター
- ピンクパパラッチ（2000年 - 2002年、中京テレビ） - レギュラー

スポーツ番組
- UEFAチャンピオンズリーグ 2001〜2002（TBS） - キャスター
- Jリーグ中継（TBS） - ナビゲーター

### ラジオ
- オレたちやってま〜す 水曜日（2001年、MBSラジオ）
- HIP HOPパラダイス（2000年 - 2002年、文化放送『古本新之輔 ちゃぱらすかWOO!』内）
- Go'round the Chart Radio!（2001年 - 2002年、bayfm）
- φ[PHY]（2001年 - 2002年、Kiss-FM KOBE・InterFM）
- あやあやっ!?（2002年 - 2003年、CBCラジオ『ハイパーナイト』内） - 平山あやと出演

### 映画
- メノット（2005年7月公開） - 主演・西徳寺香織 役

## 作品
ビデオ・DVD
- Water Drop（DVD：LCDV-20038、VIDEO：LCVR-10038）

写真集
- Happy!
- Be'Be'
- Aya Fujimoto 18 Years Old
- FOUNDATION

| スタブアイコン | サブスタブ | この項目は、まだ閲覧者の調べものの参照としては役立たない、アイドル（グラビアアイドル・ライブアイドル・ネットアイドル・レースクイーン・コスプレイヤーなどを含む）に関連した書きかけの項目です。この項目を加筆・訂正などしてくださる協力者を求めています（P:アイドル/PJ:芸能人）。 |